# Encarnação (metrostation)
Encarnação is een metrostation in Lissabon gelegen aan de Rode lijn. Het station werd op 17 juli 2012 geopend. Het station is ontworpen door Alberto Barradas. Vanaf dit station bestaat een rechtstreekse verbinding met het centrum van Lissabon.
São Sebastião · Saldanha · Alameda · Olaias · Bela Vista · Chelas · Olivais · Cabo Ruivo · Oriente · Moscavide ·  Encarnação · Aeroporto